# Comuna Băiculești, Argeș
Băiculești (în trecut, și Tutana-Băiculești) este o comună în județul Argeș, Muntenia, România, formată din satele Alunișu, Anghinești, Argeșani, Băiculești (reședința), Mănicești, Stejari, Tutana, Valea Brazilor, Valea lui Enache și Zigoneni.

## Așezare
Comuna se află în vestul județului, în Gruiurile Argeșului, pe malurile râului Argeș, acolo unde acesta formează lacul de acumulare Zigoneni și primește apele afluentului Tutana, la sud de municipiul Curtea de Argeș. Este străbătută de șoseaua națională DN7C, care leagă Piteștiul de Sibiu prin Munții Făgăraș. Din acest drum, la Stejari se ramifică șoseaua județeană DJ704F, care duce spre vest la Poienarii de Argeș. La Valea Brazilor, acest drum se intersectează la rândul său cu șoseaua județeană DJ704H, care duce spre nord la Curtea de Argeș (unde se termină în DN73C), și spre sud la Merișani (unde se termină tot în DN7C). Prin comună trece și calea ferată Pitești-Curtea de Argeș, pe care este deservită de stația Băiculești.

## Sit arheologic
Existența anterioară a unei comunități umane pe actualul teritoriu al acestei localități este atestată prin intermediul uneltelor de silex, care aparțin culturii de prund, fiind atribuite tipologic perioadei paleoloticului inferior și care au fost descoperite în albia râului Argeș. Ca și element referențial din istoria locală, amintim tezaurul monetar, care datează din secolul al XVIII-LEA, depistat în punctul „Fântâna” din Băiculești.

## Toponimie
Alunișu - toponim format din apelativul alun, sufixul -iș, indicând prezența unei păduri de alun în aria localității.
Anghinești - toponim, care are la bază termenul Anghel și sufixul - ești, indicând organizarea socială pe bază de obște a acestei așezări.
Argeșani - toponim, care indică originea zonală a locuitorilor satului.
Băiculești - nume topic, care are la bază termenul Baicu - atestat, drept căpitan de strajă în slujba Basarabilor.
Mănicești - toponim colectiv, care are la bază numele propriu Manea, întemeietor al așezării.
Stejari - toponim colectiv, având la bază apelativul stejar.
Tutana - toponim, care indică un loc retras liniștit.
Valea Brazilor - hidronim cu structură compusă, care indică o formă de relief, care este asociată cu numele unor arbori izolați, din interiorul așezării.
Valea lui Enache - toponim compus dintr-un apelativ, care indică forma de relief și un eponim (Enache fiind unul dintre „calfele” meșterului Manole, constructorul Bisericii Mănăstirii Argeșului.
Zigoneni - toponimul derivă din slavonul zagon, care reprezintă o veche albie de pârâu, dar posibil să derive și din zigon, echivalent cu termenul de șoim.

## Demografie
Componența etnică a comunei Băiculești
     Români (89,83%)
     Romi (2,96%)
     Alte etnii (0,04%)
     Necunoscută (7,17%)
Componența confesională a comunei Băiculești
     Ortodocși (89,83%)
     Alte religii (2,44%)
     Necunoscută (7,73%)
Conform recensământului efectuat în 2021, populația comunei Băiculești se ridică la 5.577 de locuitori, în scădere față de recensământul anterior din 2011, când fuseseră înregistrați 5.826 de locuitori. Majoritatea locuitorilor sunt români (89,83%), cu o minoritate de romi (2,96%), iar pentru 7,17% nu se cunoaște apartenența etnică. Din punct de vedere confesional, majoritatea locuitorilor sunt ortodocși (89,83%), cu o minoritate de creștini după evanghelie (0,38%), iar pentru 7,73% nu se cunoaște apartenența confesională.

## Politică și administrație
Comuna Băiculești este administrată de un primar și un consiliu local compus din 15 consilieri. Primarul, Niculaie Dragnea[*], de la Partidul Social Democrat, este în funcție din 2012. Începând cu alegerile locale din 2024, consiliul local are următoarea componență pe partide politice:
|  | Partid                          | Consilieri | Componența Consiliului | Componența Consiliului | Componența Consiliului | Componența Consiliului | Componența Consiliului | Componența Consiliului | Componența Consiliului |
|  | ------------------------------- | ---------- | ---------------------- | ---------------------- | ---------------------- | ---------------------- | ---------------------- | ---------------------- | ---------------------- |
|  | Partidul Social Democrat        | 7          |                        |                        |                        |                        |                        |                        |                        |
|  | Partidul Național Liberal       | 7          |                        |                        |                        |                        |                        |                        |                        |
|  | Alianța pentru Unirea Românilor | 1          |                        |                        |                        |                        |                        |                        |                        |

## Istorie
Cele mai vechi așezări din cadrul comunei, menționate în scris sunt localitățile Mănicești și Tutana, prima așezare, fiind atestată documentar pentru prima dată într-un act emis de către voievodul Dan al II-lea, în anul 1428, prin care se întărește un anume Dragomir cu mai multe proprietăți din zonă. Localitatea Tutana este consemnată pentru prima dată la 1 aprilie 1497, într-un document semnat de Radu cel Mare, Domnitorul Țării Românești. În documentul menționat anterior, se amintește pentru întâia oară despre schitul de „la Tutana din părțile Argeșului” și despre „călugării de la Tutana”. În perioada campaniilor desfășurate de trupele române în anii 1877-1878, 1916-1919 și 1941-1945, din cadrul comunei, au căzut la datorie un număr de 139 luptători, din care 4  în cadrul Războiului de Independență, 95 în timpul Războiului de Reîntregire Națională și 40 eroi în cel de-al Doilea Război Mondial.
La sfârșitul secolului al XIX-lea, comuna făcea parte din plasa Argeș a județului Argeș și era formată din satele Băiculești, Mănicești și Zigoneni, având în total 1063 de locuitori. Existau în comună trei biserici și două școli rurale primare. La acea vreme, pe teritoriul actual al comunei mai funcționa în aceeași plasă și comuna Tutana, cu satele Anghinești, Noapteș, Tutana, Valea Brazilor, Valea Enache și Valea Porcului, având în total 1881 de locuitori, două școli și cinci biserici (din care una a mănăstirii Tutana).
Anuarul Socec din 1925 consemnează comunele în aceeași plasă, comuna Băiculești având 3004 locuitori în satele Argeșanu, Băiculești, Mănicești, Valea Rea și Zigonești; iar comuna Tutana având aceeași alcătuire și 3439 de locuitori. În 1931, comunele au fost comasate, formând comuna Tutana-Băiculești, cu satele Anghinești, Argeșani, Băiculești, Mănicești, Noapteș, Tutana, Valea Brazilor, Valea lui Enache, Valea Porcului și Zigoneni, dar au fost din nou despărțite în scurt timp.
În 1950, comunele au trecut în administrarea raionului Curtea de Argeș din regiunea Argeș. Satul Valea Porcului a luat în 1964 denumirea de Alunișu, iar satul Valea Rea — pe cea de Stejarii. În 1968, comunele au revenit la județul Argeș, reînființat. Comuna Tutana a fost atunci desființată și satele ei incluse în comuna Băiculești.

## Monumente istorice

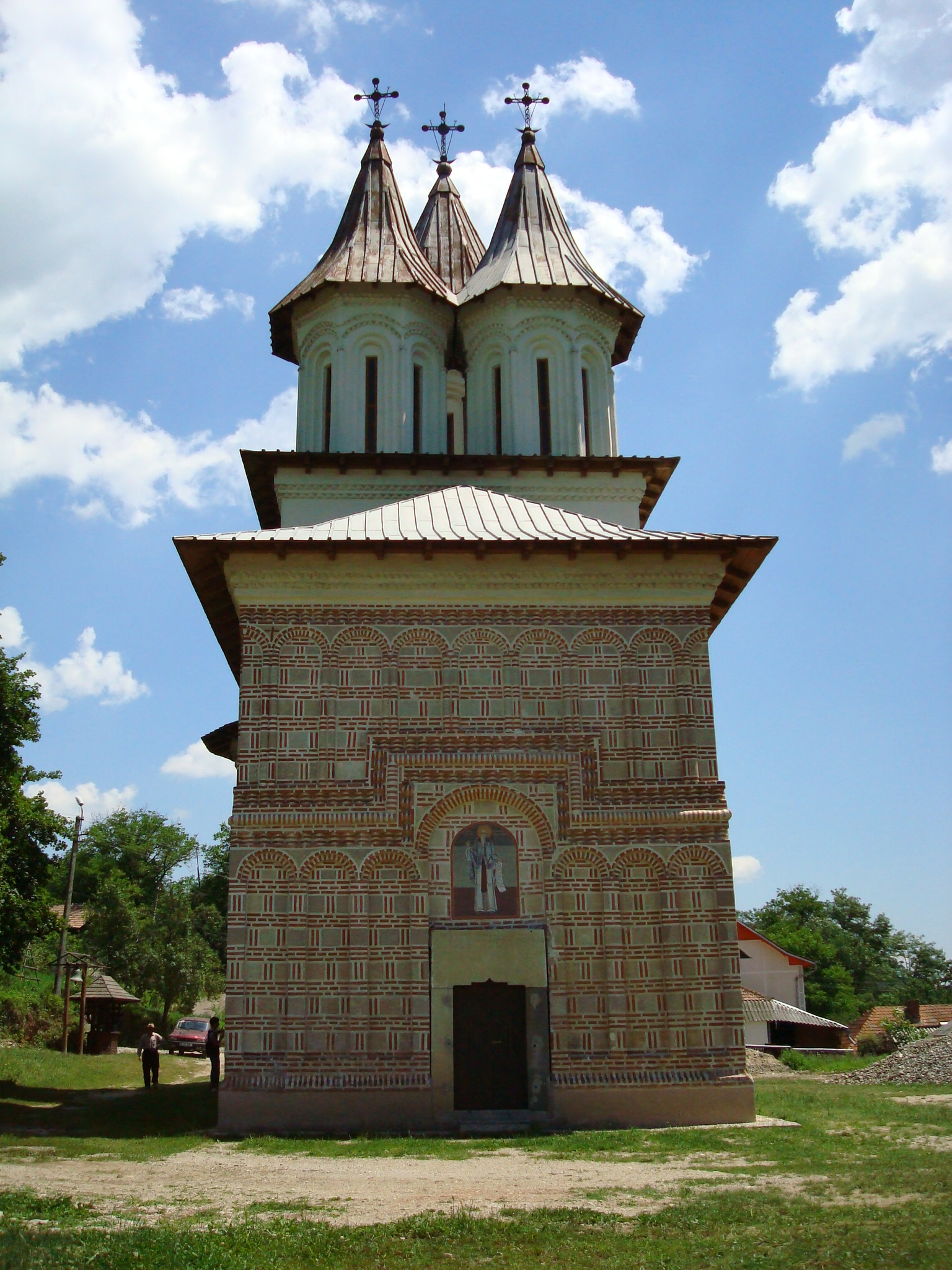
Mănăstirea Tutana, monument istoric

În comuna Băiculești se află mănăstirea Tutana, ansamblu monument istoric de arhitectură de interes național datând din secolele al XV-lea–al XVIII-lea, format din biserica „Sfântul Atanasie” (sfârșitul secolului al XV-lea, refăcută în 1582, 1778 și 1837), ruinele turnului clopotniță (1582–1588), ruinele chiliilor (secolele al XV-lea–al XVIII-lea) și zidul de incintă (secolul al XVI-lea).
În rest, singurul obiectiv din comună inclus în lista monumentelor istorice din județul Argeș ca monument de interes local este gara Băiculești (1880), clasificată tot ca monument de arhitectură.

## Personalități născute aici
- Gheorghe Enoiu (1927 - 2010), torționar al Securității.